# Карел Громадка (хокеїст)
Карел Громадка (чеськ. Karel Hromádka; 23 травня 1905, Прага, Австро-Угорщина — 30 березня 1978, Таллахассі, Флорида, США) — чехословацький хокеїст, нападник. Учасник двох Олімпіад.

## Спортивна кар'єра
Захищав кольори хокейних команд ЛТЦ (1927—1936) і «Полоні» (1936—1948). У складі національної команди дебетував 11 лютого 1928 року на Олімпійських іграх в Санкт-Моріці. Учасник двох олімпіад, п'яти чемпіонатів світу і трьох чемпіонатів Європи. Всього у складі збірної Чехословаччини провів 54 матчі (16 голів). 6 травня 2010 року був обраний до зали слави чеського хокею.

## Досягнення
- Чемпіон Європи (2): 1929, 1933